# Oostergo
Oostergo (Oudfries: Aestergo; modern Fries: Eastergoa) was een van de drie streken waarin de huidige provincie Friesland in vroegere tijd werd ingedeeld. Van oorsprong was het gebied een gouw van het Frankische Rijk, wat het woord -go aanduidt; later was Oostergo ook een van de kwartieren van Friesland.

## Landschap
De kuststreek van Oostergo vormt een kenmerkend zeekleilandschap met terpdorpen, dat in het binnenland overgaat in een hoger gelegen veenontginningslandschap dat bekend staat als de Noordelijke Friese Wouden.

## Gouw
De Middelzee deelde de provincie in tweeën. Zodoende was het oostelijk deel Oostergo, het westelijk deel Westergo en Zevenwouden lag in het zuiden en oosten tegen het huidige Flevoland en Drenthe aan. De kust van de oostelijke gouw liep langs de plaatsen Goutum, Leeuwarden en Stiens.
De indeling in gouwen dateert uit de tijd van Karel de Grote. In hoeverre Oostergo als gouw al door Karel zelf is ingesteld is niet bekend. Vast staat wel dat Oostergo in de elfde eeuw als graafschap bestond. Er zijn munten bekend die geslagen zijn te Dokkum in de periode dat Bruno II graaf was van het Graafschap Midden-Friesland waarvan Oostergo onderdeel was. Dat duidt er ook op dat Dokkum oorspronkelijk de hoofdplaats van Oostergo zal zijn geweest.
In 873 lukte het de inwoners van Oostergo de Viking Rodulf en zijn mannen te doden.
Nadat de Middelzee rond 1200 na Chr. met hulp van kloosters was bedijkt, slibde hij in enkele honderden jaren geheel dicht.